# Wimbledon Championships 1949
Die 63. Auflage der Wimbledon Championships fand 1949 auf dem Gelände des All England Lawn Tennis and Croquet Club an der Church Road statt.
In diesem Jahr stellte man die Reparaturen von Beschädigungen des Zuschauerbereichs am Center Court, die noch aus dem Zweiten Weltkrieg stammten, fertig. Jeder Titelträger erhielt nun ein Replikat des Siegerpokals. Zum ersten Mal war eine Frau Linienrichterin am Center Court.

## Herreneinzel
Bei den Herren siegte Ted Schroeder. 

## Dameneinzel
Louise Brough-Clapp verteidigte ihren Titel. Gegen Margaret Osborne duPont setzte sie sich im Finale in drei Sätzen durch.

## Herrendoppel
Pancho Gonzales und Frank Parker errangen den Titel im Herrendoppel.

## Damendoppel
Im Damendoppel gewannen Louise Brough-Clapp und Margaret Osborne duPont ihren dritten Titel in Folge.

## Mixed
Im Mixed siegten die Südafrikaner Sheila Summers und Eric Sturgess.

## Quelle
- J. Barrett: Wimbledon: The Official History of the Championships. HarperCollins Publishers, London 2001, ISBN 0-00-711707-8.